# Bataille de Summit Springs
Guerres indiennes
La bataille de Summit Springs opposa le 11 juillet 1869 une force de l'armée des États-Unis sous le commandement du colonel Eugene Asa Carr et un groupe de Dog Soldiers Cheyennes menés par Tall Bull, qui fut tué au cours du combat. Les forces américaines étaient chargées de venger une série de raids opérés dans le centre-nord du Kansas par le groupe de Dog Soldiers de Tall Bull.